# Oteng Oteng
Oteng Oteng est un boxeur botswanais né le 9 janvier 1990.

## Carrière
Sa carrière amateur est marquée par une médaille de bronze aux championnats d'Afrique de Vacoas en 2009, aux Jeux du Commonwealth de New Delhi en 2010 et par une médaille d'or aux Jeux africains de Maputo en 2011 dans la catégorie poids mouches.

## Palmarès

### Jeux olympiques
- Qualifié pour les Jeux de 2012 à Londres, Angleterre

### Championnats d'Afrique de boxe amateur
- Médaille de bronze en -52 kg en 2009, Vacoas, Île Maurice

### Jeux africains
- Médaille d'or en -52 kg en 2011, Maputo, Mozambique

### Jeux du Commonwealth
- Médaille de bronze en -52 kg en 2010 à New Delhi, Inde

## Référence
1. ↑  (en) Résultats des Jeux africains 2011